# 關節囊炎
關節囊炎（英語：Capsulitis），即關節囊的炎症。 
包括： 
- 沾黏性肩關節囊炎 。
- 皺褶症候群（英语：Plica syndrome），一種膝關節囊的炎症。